# Іванов Павло Васильович
Павло Васильович Іванов (нар. 3 липня 1903, Ростов-на-Дону — пом. 16 грудня 1978, Кишинів) — радянський вчений в області екології винограду. Доктор сільськогосподарських наук з 1954 року, професор з 1955 року.

## Біографія
Народився 3 липня 1903 року в Ростові-на-Дону. 1927 року закінчив Донський інститут сільського господарства і меліорації. З 1928 року — на науково-дослідній і керівній роботі в Краснодарі, Новочеркаську, Ташкенті, Кишиневі. Брав участь в Другій світовій війні. Нагороджений 2-ма орденами «Знак Пошани».
Помер в Кишиневі 16 грудня 1978 року.

## Наукова діяльність
Проводив екологічні дослідження на Північному Кавказі, на Дону, в Поволжі, Приморському краї, республіках Середньої Азії з метою виявлення земель, придатних для розвитку виноградарства.
Вченим вперше складено районування територій Молдавської РСР і визначена спеціалізація виноградо-виноробного виробництва. Розробив науково обґрунтовану систему освоєння схилів під виноградники і сади, яка широко впроваджена у всіх виноградарських регіонах СРСР і країн РЕВ. Був головним координатором з проблеми раціонального використання земель країн РЕВ. Автор 107 наукових робіт. Серед них:
- Культура винограда на склонах. — В кн.: Доклады и сообщения на 10-м Международном конгрессе по виноградарству и виноделию (г. Тбилиси, 13—18 сент. 1962). M., 1962, сб. 2;
- Водный и пищевой режимы почвы виноградников на террасах. — Садоводство, виноградарство и виноделие Молдавии, 1972, № 12 (у співавторстві).